# Breakthrough Prize
Als Breakthrough Prize werden eine Reihe von Auszeichnungen bezeichnet, die für herausragende wissenschaftliche Arbeiten vergeben werden. Sie besteht insbesondere aus drei Einzelpreisen, die (Stand 2015) mit jeweils 3 Millionen Dollar dotiert sind:
- Breakthrough Prize in Fundamental Physics (vergeben seit 2012)
- Breakthrough Prize in Life Sciences (vergeben seit 2013)
- Breakthrough Prize in Mathematics (vergeben seit 2014)

Zudem werden noch „New Horizons“-Auszeichnungen für Nachwuchswissenschaftler vergeben. Zudem gibt es die Breakthrough Junior Challenge für Schüler von 13 bis 18 Jahren. 2015 wurden insgesamt 22 Millionen Dollar an Preisgeldern vergeben.